# Arthur Liebert
Arthur Liebert; eigentlich Arthur Levy (* 10. November 1878 in Berlin; † 5. November 1946 ebenda) war ein deutscher Philosoph. Als Vertreter der Marburger Schule gehörte er dem Neukantianismus an.

## Leben
Nach der Schulzeit zunächst sechs Jahre als Kaufmann tätig, studierte Arthur Levy von 1901 bis 1906 Philosophie in Berlin. Er hörte Wilhelm Dilthey, Paul Menzer, Friedrich Paulsen, Alois Riehl, Georg Simmel und Carl Stumpf und Dozenten anderer Fachbereiche: Diels, Frey, Lasson, Pfleiderer, Roethe, Schmoller, Vierkant, von Wilamowitz-Moellendorf und Wölfflin.
Aus einer jüdischen Familie stammend, trat er 1905 zum protestantischen Christentum über und nahm den Namen Arthur Liebert an. Unter diesem Namen veröffentlichte er 1905 sein Erstlingswerk, eine Übersetzung und Erläuterung Ausgewählter Schriften des Renaissancephilosophen Giovanni Pico della Mirandola. Er promovierte im Jahr 1907 bei Friedrich Paulsen und Alois Riehl über den italienischen Platoniker.
Liebert wurde 1910 Geschäftsführer in der von Hans Vaihinger 1904 gegründeten Kant-Gesellschaft, die sich – vor allem auch durch Lieberts (Vortrags-)Tätigkeit – in den folgenden Jahrzehnten zu einer der weltweit führenden philosophischen Gesellschaften entwickelte.
Zwischen 1919 und 1933 hielt Liebert Philosophie-Vorlesungen an der Handelshochschule Berlin. 1925 wurde er außerordentlicher Professor an der Friedrich-Wilhelms-Universität in Berlin.
Nach der nationalsozialistischen „Machtergreifung“ 1933 wurde Liebert von Wilhelm Stuckart, damals Staatssekretär im preußischen Wissenschaftsministerium, zwangsemeritiert. In der Folge musste er noch im gleichen Jahr ins Exil nach Belgrad gehen. Dort gründete er die Gesellschaft Philosophia und eine gleichnamige Zeitschrift, die bis 1939 bestanden.
1939 übersiedelte Liebert nach England und unterrichtete in Birmingham. Er trat dort dem Freien Deutschen Kulturbund bei und wurde Leiter der im Juli 1942 eröffneten Freien Deutschen Hochschule. Nach Kriegsende kehrte Liebert 1946 nach Berlin zurück. Dort war er noch kurze Zeit Professor an der Humboldt-Universität zu Berlin und Dekan der Pädagogischen Fakultät.

## Werke (Auswahl)
- Wie ist kritische Philosophie überhaupt möglich? Leipzig 1919
- Die geistige Krisis der Gegenwart, Berlin 1923
- Mythus und Kultur, Berlin 1925
- Die Philosophie in der Schule, Charlottenburg 1927
- August Strindberg: Seine Weltanschauung und seine Kunst, Berlin 1920
- Erkenntnistheorie, Berlin 1932
- Die Krise des Idealismus, Zürich 1936
- Der Geltungswert der Metaphysik, Berlin 1915
- Von der Pflicht der Philosophie in unserer Zeit, Zürich 1938
- Das Problem der Geltung, Berlin 1914, 2. Aufl. Leipzig 1920